# Século XXIV a.C.
Milênio:  Quarto Milênio a.C. - Terceiro Milênio a.C. - Segundo Milênio a.C.
Século:  Século XXV a.C. - Século XXIV a.C. - Século XXIII a.C.

## Eventos
- 2360 a.C.: quarta erupção do Hekla
- 2350 a.C.: fim do Terceiro Período Pré-Dinástico na Mesopotâmia.
- 2350 a.C.: primeira destruição da cidade de Mari, Síria.
- 2345 a.C.: fim da V dinastia egípcia. Morre o Faraó Unas.
- 2345 a.C.: inicia-se a VI dinastia egípcia.
- 2340 a.C.: início do primeiro Império mesopotâmico, fundado por Sargão I.
- 2900 a.C. – 2334 a.C.: continuam as Guerras da Mesopotâmia do Primeiro Período Pré-Dinástico.